# Percy MacKaye
Percy MacKaye (født 16. marts 1875, død 31. marts 1956) var en amerikansk dramatiker og digter. Han søster, Hazel MacKaye, var en kvinderetsforkæmper.

## Værker

### Digte
- MacKaye, Percy (1912). Uriel: and Other Poems. Houghton Mifflin company. Percy MacKaye.
- MacKaye, Percy (1914). The Present Hour: A Book of Poems. The Macmillan Company. Percy MacKaye.
- MacKaye, Percy (1915). The Sistine Eve: and Other Poems. The Macmillan company. Percy MacKaye.
- The Far Familiar: Fifty New Poems. Richards. 1938.

### Skuespil
- Beowulf: A Drama of Anglo-Saxon Legend, c. 1899 (unpublished; posthumously performed at Texas A&M University on September 22, 2016)
- The Canterbury Pilgrims, 1903. This comedy was produced by the Coburn Players in the open air at Harvard, Yale and other universities in 1909–13, and given as a civic pageant in honor of President Taft at Gloucester, Massachusetts, 4 August 1909.
- Fenris the Wolf, 1905
- MacKaye, Percy (1906). Jeanne D'Arc: A Drama. The Macmillan company. Percy MacKaye. Produced by E. H. Sothern and Julia Marlowe in the United States and England.
- MacKaye, Percy (1907). Sappho and Phaon. The Macmillan company. Percy MacKaye.
- MacKaye, Percy (1908). The Scarecrow: or, The Glass of Truth; a Tragedy of the Ludicrous. The Macmillan company. Percy MacKaye.
- MacKaye, Percy (1908). Mater: An American Study in Comedy. The Macmillan company. Percy MacKaye.
- MacKaye, Percy (1910). Anti-matrimony: A Satirical Comedy. Frederick A. Stokes Co. Percy MacKaye. Produced and acted by Henrietta Crosman.
- MacKaye, Percy (1912). Yankee Fantasies: Five One-act Plays. Duffield & company. Percy MacKaye.
- MacKaye, Percy (1912). To-morrow: A Play in Three Acts. Frederick A. Stokes Company. Percy MacKaye.
- MacKaye, Percy (1914). A Thousand Years Ago: A Romance of the Orient. Doubleday. Percy MacKaye.
- MacKaye, Percy (1914). Sanctuary: A Bird Masque. Frederick A. Stokes company. Percy MacKaye. Produced for President Wilson at Meriden Bird Club Sanctuary, New Hampshire.
- MacKaye, Percy (1915). The Immigrants: a Lyric Drama. B. W. Huebsch. Percy MacKaye.
- MacKaye, Percy (1916). Caliban by the Yellow Sands. Doubleday, Page & Company. Percy MacKaye. A community masque to commemorate the Shakespeare Tercentenary.
- MacKaye, Percy (1917). The Evergreen Tree. D. Appleton and company. Percy MacKaye.
- MacKaye, Percy (1919). Washington: the Man Who Made Us : ballad play. Knopf. Percy MacKaye.
- The Pilgrim and the Book. 1920. A dramatic “Service” for celebrating the Pilgrim Centenary.
- An Arrant Knave & Other Plays. Princeton University Press. 1941.
- The Mystery of Hamlet, King of Denmark, Or. What We Will: A Tetralogy in Prologue to "The Tragicall Historie of Hamlet, Prince of Denmarke". J. Lane. 1952.
- MacKaye, Percy (2008). Jeanne D'Arc. READ BOOKS. ISBN 978-1-4437-7195-5.

### Opera
- Reginald De Koven, Percy MacKaye (1916). The Canterbury Pilgrims: An Opera. The Macmillan company. Percy MacKaye.{{cite book}}:  CS1-vedligeholdelse: Bruger authors parameter (link)
- Reginald De Koven, Percy MacKaye (1919). Rip Van Winkle: Folk-opera in Three Acts. G. Schirmer. Percy MacKaye.{{cite book}}:  CS1-vedligeholdelse: Bruger authors parameter (link)

### Faglitteratur
- MacKaye, Percy (1912). The Civic Theatre in Relation to the Redemption of Leisure: A Book of Suggestions. M. Kennerly. Percy MacKaye The Civic Theatre.